# تاپاز لیک (نوادا)
تاپاز لیک (به انگلیسی: Topaz Lake) یک منطقهٔ مسکونی در ایالات متحده آمریکا است که در نوادا واقع شده‌است. تاپاز لیک ۴٫۴ کیلومتر مربع مساحت و ۱۵۷ نفر جمعیت دارد و ۱٬۵۴۸٫۴ متر بالاتر از سطح دریا واقع شده‌است.